# Семисотка (Одесская область)
Семисотка (укр. Семисотка) — село, относится к Саратскому району Одесской области Украины.
Население по переписи 2001 года составляло 15 человек. Почтовый индекс — 68212. Телефонный код — 4848. Занимает площадь 0,15 км². Код КОАТУУ — 5124586402.

## Местный совет
68212, Одесская обл., Саратский р-н, с. Староселье, ул. Чапаева, 25